# Formule Ford Québec
La Formule Ford Québec est une série de sport automobile bien implantée au Québec, utilisant des voitures de formule Ford, de type monoplace à roues découvertes.

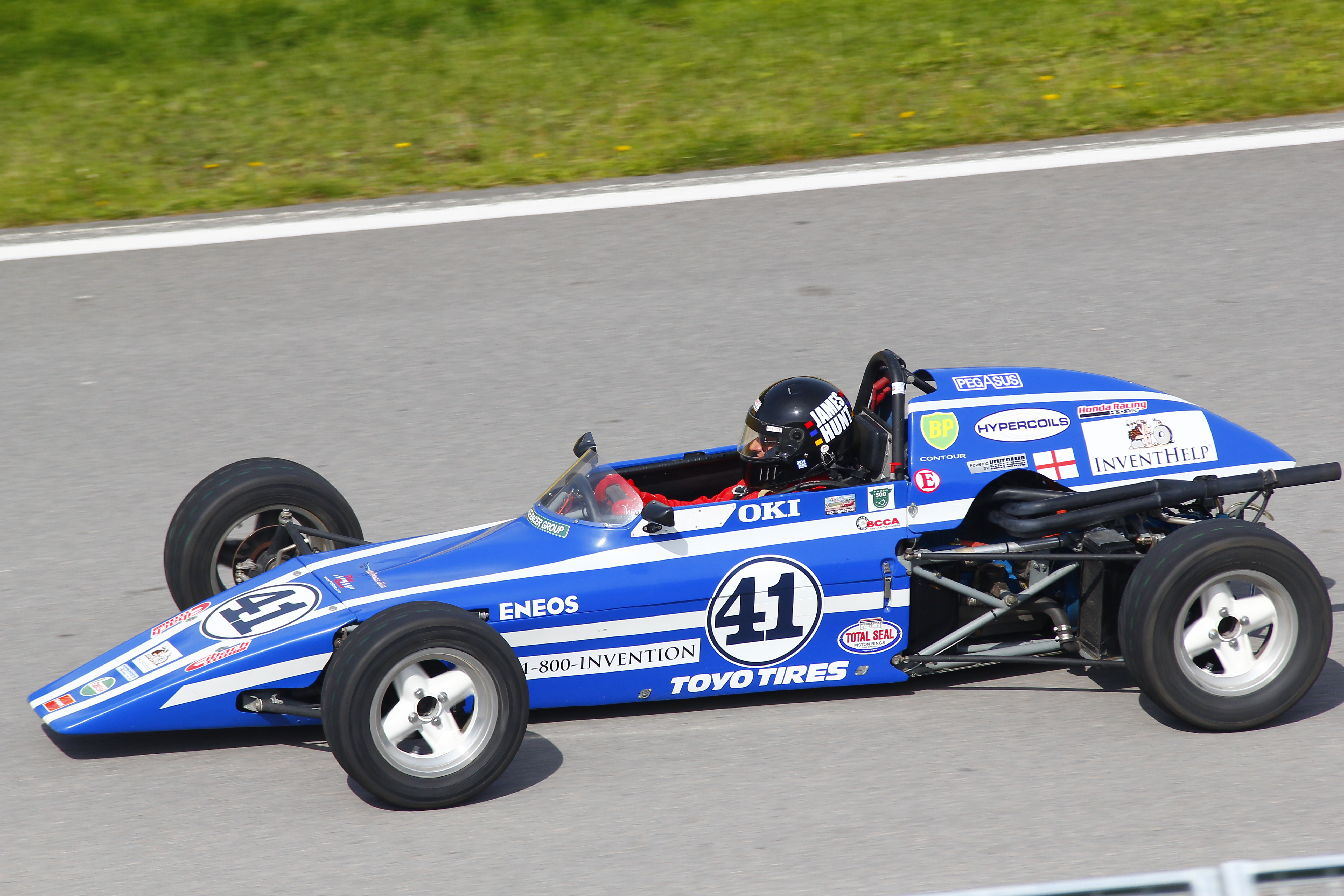
Formule 1600 - Circuit Gilles-Villeneuve - Montréal - Grand Prix du Canada - 7 juin 2015 (Photo Paul-Émile Poulin-Jacques)

## La formule des champions
Plusieurs pilotes québécois parmi les plus talentueux ont fait leur école en Formule Ford, aussi appelé formule 1600. Citons entre autres Gilles Villeneuve, Alexandre Tagliani, Patrick Carpentier, Bertrand Godin. Plusieurs autres pilotes d'autres pays ont fait leurs classes eux aussi dans des séries utilisant les mêmes monoplaces tel que Jenson Button, Nick Heidfeld et Jean-Christophe Boullion...

## La monoplace
Le moteur utilisé dans cette série est un Ford de 1 600 cm3. Cette série sert très souvent de tremplin à la formule atlantique ou à d'autres calibres de compétition.
La Formule 1600 n'a aucun ailerons: donc aucun appui, ce qui la rend plus dure 
a piloter, car elle a tendance à glisser lors des reprises dans les virages et lors des freinages brusques. Le fait qu'il n y ait pas d'ailerons rend le bolide beaucoup moins cher que s'il y en avait, car c'est de la matière en moins. Cela rend donc la F1600 beaucoup plus abordable que, par exemple, une Formule Atlantique. 
À noter par contre qu'il y a plusieurs versions construites par plusieurs manufacturiers (citons, par exemple, le constructeur québécois CVM, Van Diemen, Mygale, Swift), et que le prix peut varier entre elle, à cause de, entre autres, des différences légères mais parfois nombreuses au niveau aérodynamique (et consécutivement esthétique).
En conclusion, la F1600 est une très bonne monoplace pour apprendre les bases du pilotage de course, et peut permettre à plusieurs pilotes en herbe de devenir des champions du volant.

## Les différents Championnats

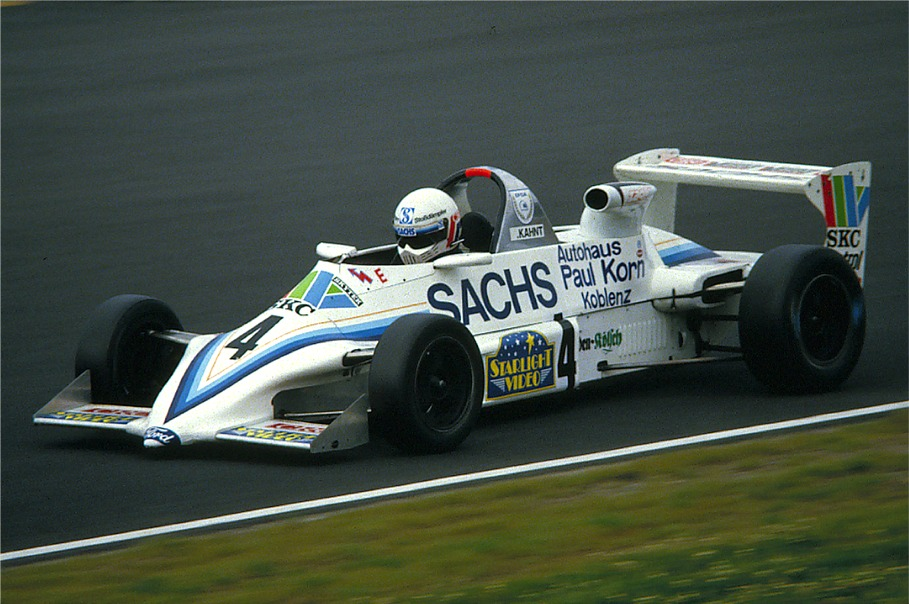
Formule Ford 2000 Reynard de 1985

- Australian Formula Ford Championship
- Asian Formula Ford Championships
- Formule Zetec
- Championnat de Grande-Bretagne de Formule Ford
- Championnat de France de Formule Ford
- Série Formula Tour 1600 _ Québec
- Dutch and Benelux Formula Ford Championships
- Danish Formula Ford Challenge
- F2000 Championship Series